# Stor-Jonestjärnen
Stor-Jonestjärnen är en sjö i Umeå kommun i Västerbotten och ingår i Sävarån-Tavelåns kustområde.